# Betta bellica
Betta bellica es una especie de pez de la familia Osphronemidae.